# Villié-Morgon
Villié-Morgon ist eine französische Gemeinde mit 2.132 Einwohnern (Stand: 1. Januar 2022) im Département Rhône in der Region Auvergne-Rhône-Alpes. Sie gehört zum Arrondissement Villefranche-sur-Saône und zum Kanton Belleville-en-Beaujolais (bis 2015: Kanton Beaujeu). Die Einwohner werden Villiatons genannt.

## Geographie
Villié-Morgon liegt etwa 40 Kilometer nordnordwestlich von Lyon im Weinbaugebiet Bourgogne. 

### Nachbargemeinden
Umgeben wird Villié-Morgon von den Nachbargemeinden Chiroubles im Norden und Nordwesten, Fleurie im Norden, Lancié im Nordosten, Corcelles-en-Beaujolais im Osten, Belleville-en-Beaujolais im Südosten, Cercié im Süden, Régnié-Durette im Westen und Südwesten sowie Deux-Grosnes mit Avenas im Nordwesten.

## Bevölkerungsentwicklung
| Jahr                       | 1962 | 1968 | 1975 | 1982 | 1990 | 1999 | 2006 | 2012 |
| Einwohner                  | 1565 | 1586 | 1551 | 1516 | 1522 | 1614 | 1740 | 2013 |
| Quellen: Cassini und INSEE |      |      |      |      |      |      |      |      |

## Sehenswürdigkeiten
- Kirche von Saint-Joseph-en-Beaujolais
- Kapuzinerkonvent
- Schloss Fontcrenne (heutiges Rathaus)

## Gemeindepartnerschaft
Mit der deutschen Gemeinde Sasbachwalden im baden-württembergischen Ortenaukreis besteht seit 1967 eine Partnerschaft.